# الاحتياطي (مذكرات)

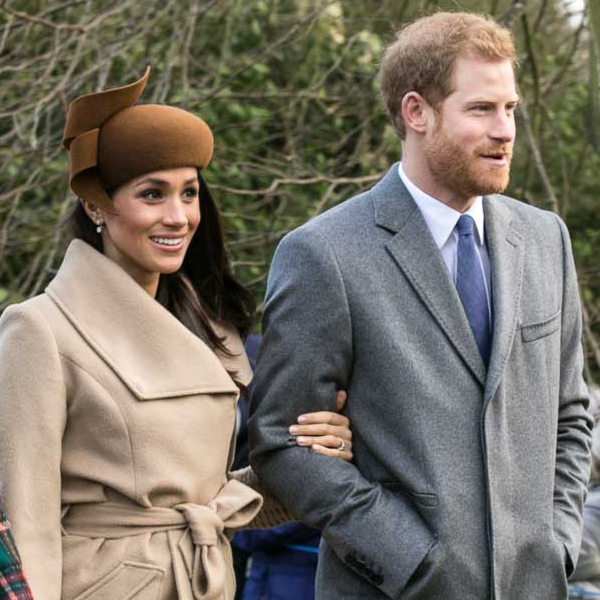
كشف هاري في مذكراته تفاصيل محرجة عن حياته وصراعاته مع شقيقه وأسرته

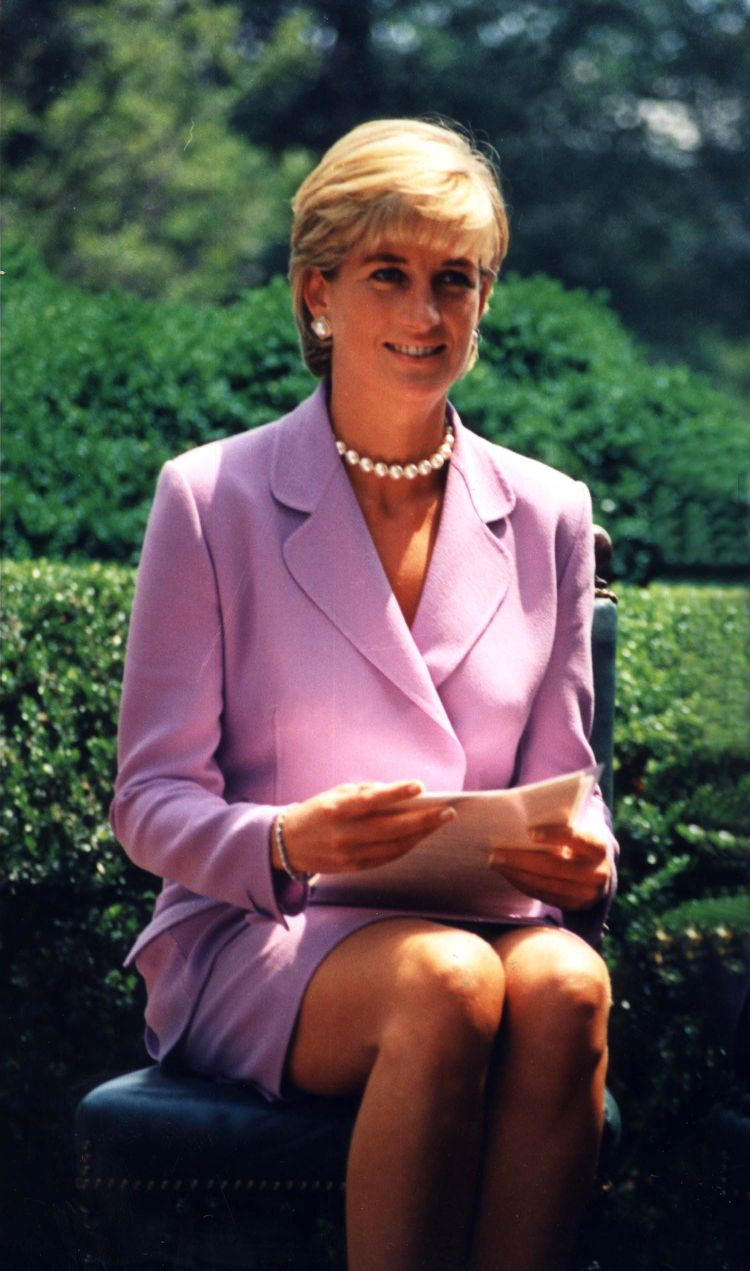
تطرق هاري إلى حادثة وفاة والدته، ديانا، وأكد سطحية التحقيقات وأنه كان متفق مع شقيقه لإصدار بيان يطالب بإعادة فتح التحقيقات.

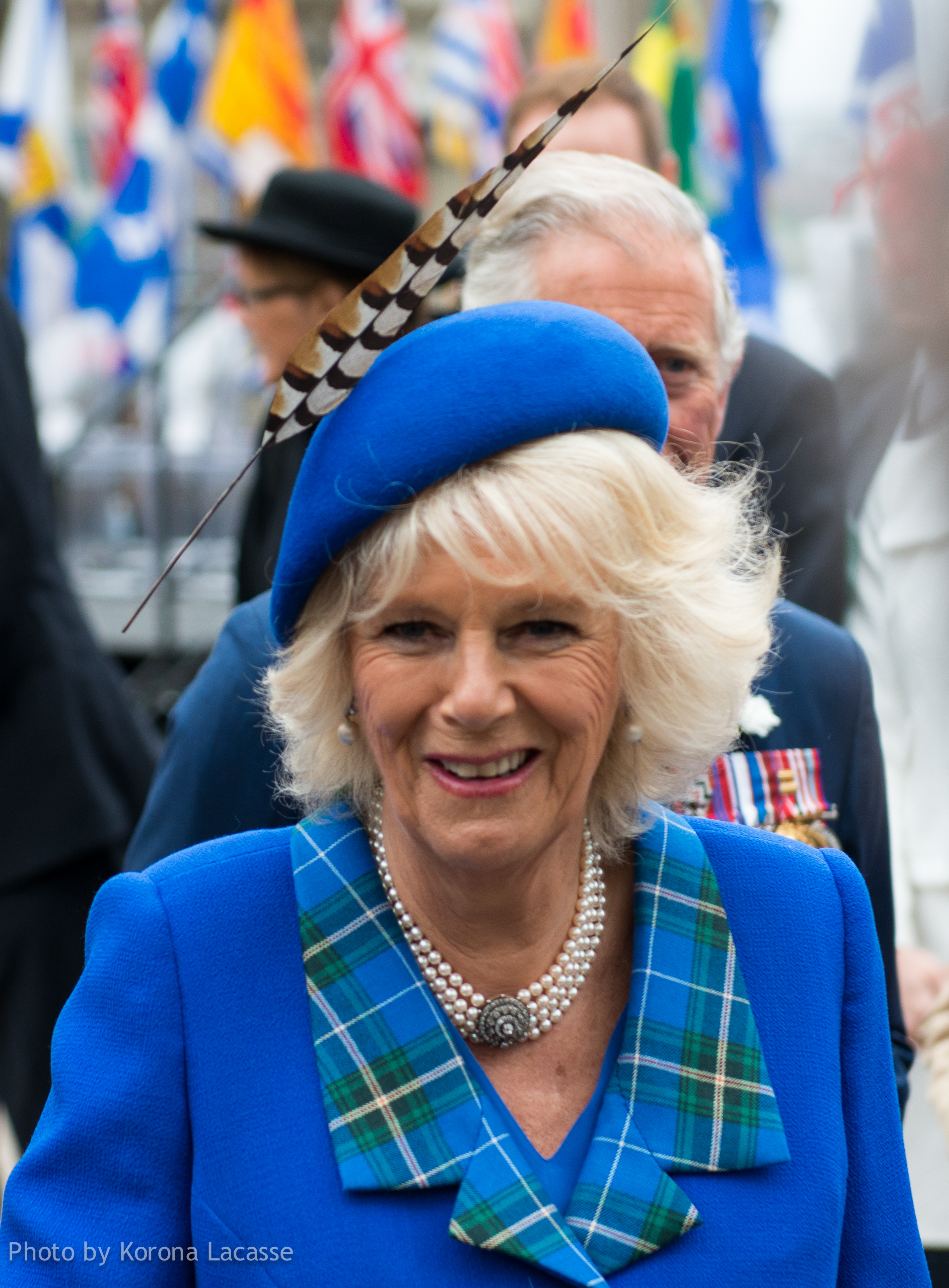
سرد هاري موقفه وشقيقه من زواج والده بكاميليا

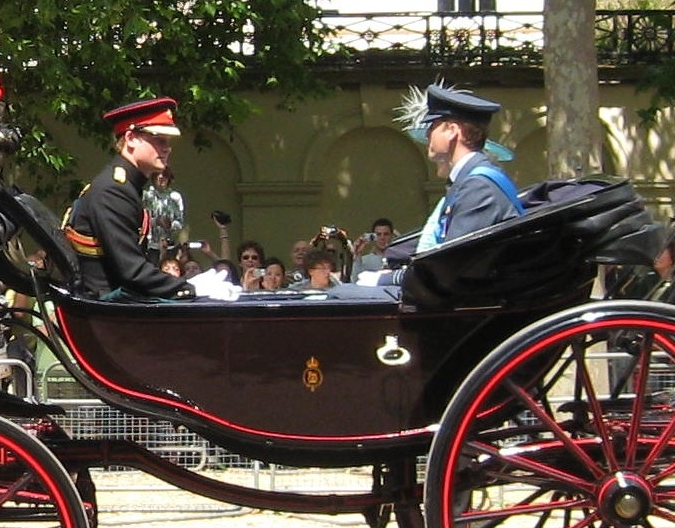
كشف هاري عن تعرضه لاعتداء جسدي من شقيقه ويليام بسبب زوجته ميغان

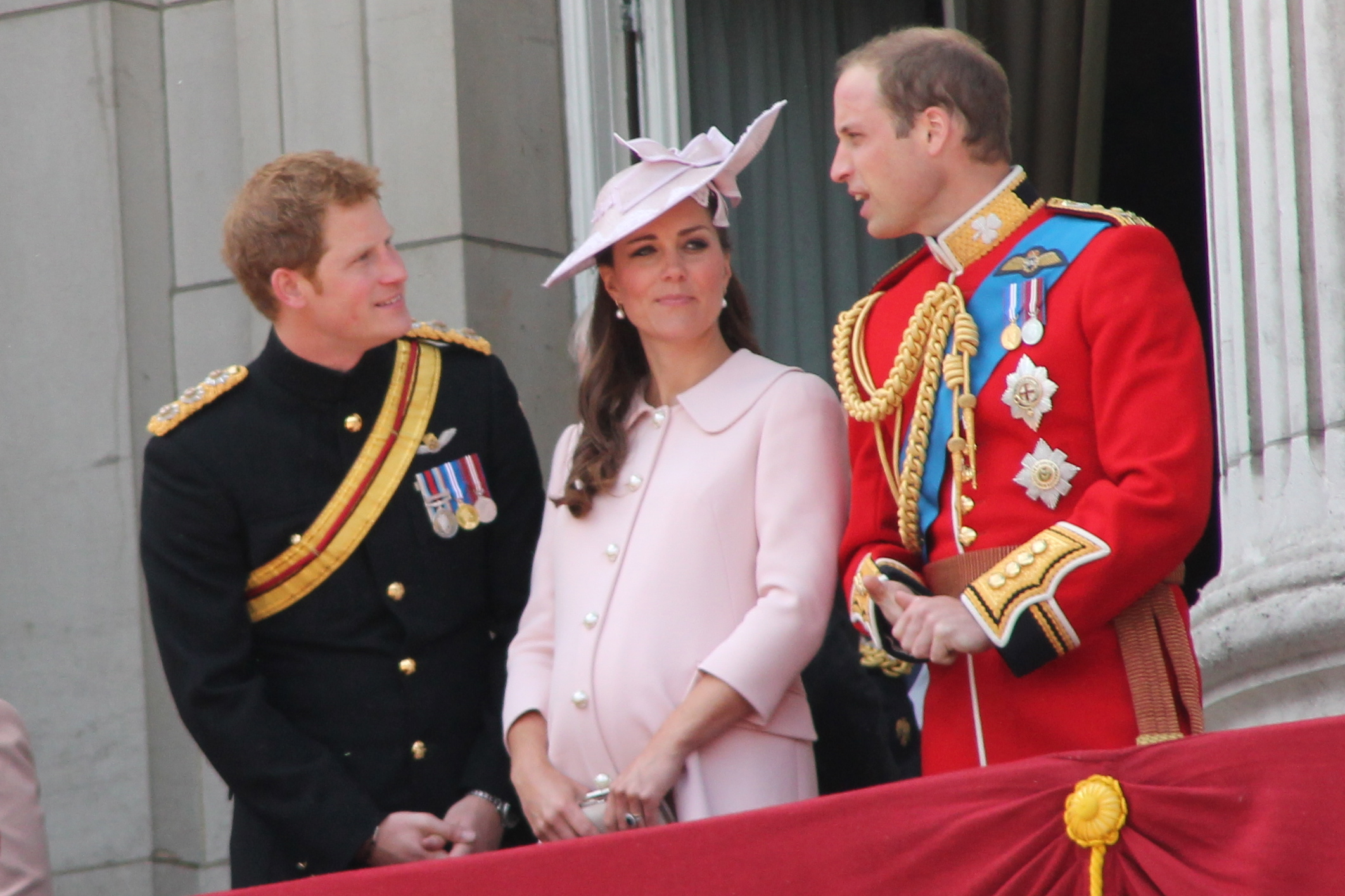
بحسب الكتاب، كان العلاقة بين ميغان, زوجة هاري، وزوجة شقيقه كاثرين متوترة

سبير (بالعربية: الاحتياطي) هي مذكرات للأمير هاري دوق ساسكس، كتبها جي آر مورينجر وصدرت في 10 يناير 2023 عن دار "بينغوين راندوم هاوس للنشر، يقع الكتاب في 416 صفحة وهو متوفر بصيغ رقمية وورقية، وتُرجم إلى خمسة عشر لغة، كما تتوفر منه نسخة صوتية مدتها 15 ساعة يرويها هاري بنفسه.
في الكتاب الذي كان مرتبقاً قبل نشره وصاحبه العديد من المقابلات الإذاعية الرئيسية، يسرد هاري تفاصيل طفولته وتأثير وفاة والدته الأميرة ديانا أميرة ويلز العميق عليه، بالإضافة إلى فصول من مراهقته المضطربة، وخدمته في أفغانستان مع الجيش البريطاني. كتب هاري عن علاقته بأخيه الأمير ويليام ووالده الملك تشارلز الثالث وزواج والده من كاميلا باركر بولز . كما عرج هاري على زواجه من الممثلة الأمريكية ميغان ماركل وتراجع الزوجين لاحقًا عن أدوارهما الملكية. تلقى سبير آراء متباينة من النقاد ، وفيما أشادوا بانفتاح هاري، انتقدوا إدراج الكثير من التفاصيل الشخصية.

## خلفية الكتابة
في يوليو 2021 ، أُعلن عن نية هاري نشر مذكرات عبر دار "بينغوين راندوم هاوس"، وتخصيص عائدات المبيعات إلى الأعمال الخيرية، وحصول هاري على سلفة لا تقل عن 20 مليون دولار. وشرع الكاتب الروائي جيه آر مورينجر .  الكتابة في أغسطس من العام ذاته، وأكد هاري أن 1.5 مليون دولار من عائدات المذكرات ستذهب إلى مؤسسة خيرية ،  بينما سيمنح 300000 جنيه إسترليني إلى مؤسسة "ويل شايلد".
وأكد هاري "أنا أكتب ليس بصفتي أميراً منذ ولادتي، ولكن بصفتي الرجل الذي أصبحت عليه اليوم. حرفياً ومجازاً، لقد ارتديت العديد من القبعات على مر السنين، وآمل من سرد قصتي المساعدة في إظهار أنه بغض النظر عن المكان الذي أتينا منه ، فإنه لديك الكثير من الأشياء المشتركة أكثر مما نعتقد". ووصف هاري الكتاب بأنه كان "دقيقًا وصادقًا تمامًا".
وقال الناشر إن الكتاب يأخذ القراء "فوراً إلى واحدة من أكثر الصور المؤلمة في القرن العشرين: صبيان صغيران وأميران يسيران خلف نعش والدتهما بينما كان العالم يشاهده في حزن ورعب"،  مؤكداً (الناشر) أن الكتاب "مليء بالبصيرة والوحي والمراجعة الذاتية والحكمة التي تم الحصول عليها بشق الأنفس".
وفي تقرير لها نشرته في يناير 2030، أشارت صحيفة التايمز إلى أن هاري كان لديه أفكار أخرى حول نشر الكتاب بعد زيارة جدته الملكة إليزابيث الثانية خلال احتفالاتها باليوبيل البلاتيني في صيف عام 2022 ، لكنه استمر في ذلك حتى النهاية.

## ملخص الكتاب
وضع هاري استياؤه من كونه "احتياطيًا" عنواناً رئيسياً لمذكراته ، كما نشر فصولاً عن حياته المبكرة (طفولته، تعليمه، وفرد من الأسرة الملكية البريطانية، وعنصراً من عناصر الجيش البريطاني)، بالإضافة إلى علاقته بوالده الملك، ووالدته المتوفاة، وشقيقه، ولي العهد، وزوجته ميغان، وعنه بوصفه زوجاً، وأباً.

### النشأة
في أحد الفصول الأولى من مذكراته، يسرد هاري مشهداً من يوم ولادته ، عندما قال والده تشارلز لوالدته ديانا : "رائع! لقد أعطيتني الآن وريثًا (الأمير ويليام) وقطعة غيار (الأمير هاري) - لقد انتهى عملي". ويقول هاري أنه ولد كاحتياطي لوليام في حال احتاج إلى زرع أعضاء أو نقل دم. ويدحض هاري، في الكتاب، الشائعات التي تنسبه إلى جيمس هيويت، بدلاً من تشارلز ،  مشيراً إلى أن شعره الأحمر كان "أحد أسباب هذه الشائعة"، مضيفاً "هناك سبباً آخر: إنها السادية التي تغذيها الصحف الشعبية (التابلويد)". ويكشف أن والده أشار إلى الشائعة في مزحة قائلاً كانت سيئة الذوق".
ويقارن هاري الديناميكية بينه وبين شقيقه ويليام باعتباره الوريث الاحتياطي والأميرة مارجريت وجدته الملكة إليزابيث الثانية. ويؤكد أنه لك ينتابه أي شعور تجاه مارجريت، عشيقة والده التي أصبحت زوجته، "باستثناء القليل من الشفقة والكثير من القلق"، وأضاف "يمكنها أن تقتل نباتًا منزليًا بتجهمها".
وتطرق هاري إلى حبه للمربية الآنسة روبرتس إبان دراسته في مدرسة لودجروف، والتي وصفها بـ"الساخنة"، لكنه أضاف أن زميلة لها تدعى بات ، سخرت "من ركبتي الملتوية وعمودي الفقري المتصلب".

### موت ديانا
وعن وفاة والدته، يروي هاري أن والده أبلغه بالحادثة في الصباح الباكر. ولا يخفي هاري أن جعله وشقيقه يمشيان خلف نعش والدتهما أرعب العديد خصوصاً خالهم اللورد سبنسر . وادعى هاري أيضًا أن هناك اقتراحات بأن يسير ويليام لوحده التابوت، لكن هاري رفض ذلك، لأنه لو كان مكان ويليام لفعل الشيء ذاته. ويشير إلى اعتقاده لسنوات أن والدته كانت مختبئة هربًا من تدخل الصحافة، وزعم أن شقيقه ويليام كان لديه هذه الأفكار أيضًا. كما ناقش هاري ما خلصت إليها التحقيقات حول موت والدته واصفاً إياها بـ"المبسطة والعبثية". ويتساءل عن سبب عدم سجن المصورون الذين كانوا يتابعونها ويزعجونها والأشخاص الذين أرسلوهم "إلا إذا كان كل ذلك بسبب الفساد والتستر؟". ويكشف هاري أنه وشقيقه كانا يخططان لإصدار بيان يطالبان من خلاله بإعادة فتح تحقيقات وفاة والدتهما، إلا أن "أولئك (لم يسمهم) قرروا ثنينا عن الأمر".
ويذكر هاري أنه خلال رحلته إلى باريس للمشاركة في نصف نهائي كأس العالم للرجبي 2007 ، عبر مع سائقه بنفس النفق الذي ماتت بسببه والدته، ويقول هاري إن مروره بذات النفق "كان قراراً خاطئاً" سبب له المزيد من الألم ، كما أشار إلى أن امرأة ادعت أن لديها قوى خارقة عرضت عليه التواصل مع والدته بعد وفاتها عندما كان طفلاً.

### مراهقته وتعاطيه المخدرات وأفغانستان
في مذكراته، اعترف هاري بأنه تعاطى الكوكايين في سن السابعة عشر ، واصفاً التجربة بأنها لم تكن ممتعة، إلا أنها جعلته يشعر بأنه "مختلف نوعاً ما" ، ويكشف عن تعاطيه الحشيش، ويضيف أنه أخذ أيضًا غسل "الفطر السحري" بـ"التيكيلا" (أحد أنواع الكحول) في يناير 2016، في حفلة بمنزل كورتني كوكس، وبعدها أصيب بالهلوسة وتحدث إلى المرحاض. ويشير هاري إلى اصرار محرر News of the World ، ربيكا بروكس ، على جمع الأدلة حول تعاطيه للمخدرات. ويصفه هاري بأنه "الضفدع البغيض" و "بثرة ملوثة". ويكشف هاري في الكتاب ما يصفه بـ"الحلقة المهينة"، حيث مارس الجنس لأول مرة مع سيدة كبيرة محبة للخيول وكانت خلف حانةمزدحمة. كما يذكر محاولته خوض شجار في حانة، إلا أنه طرد منها.
يدعي هاري أن شقيقه ويليام وزوجة شقيقه المستقبلية كاثرين اقترحا عليه اختيار زيه النازي بدلاً من زي الطيار لحفلة أزياء "السكان الأصليين والمستعمرين" في عام 2005. ويذكر أنه "أحب" كاترين في المرة الأولى التي رآها فيها ، واصفًا إياها بأنها "أخت بالنسبة له أكثر من زوجها" الذي كان يحب أن يضحك عليها.
ويوضح هاري بالتفصيل جولات خدمته في أفغانستان ، حيث سافر في ست مهام، وأشار إلى أنه قُتل فيها 25 من طالبان ، ووصف القتلى بـ "قطع شطرنج" تم إزالتها من على متن الطائرة. ويضيف أنه "ليس رقما يرضيني. ولكن لم أشعر بالخجل".

### تشارلز وزوجته الجديدة
يذكر هاري أنه وشقيقه اتفقا على الترحيب كاميلا باركر بولز كعشيقة في عائلتهما بشرط ألا تتزوج والدهما. ويزعم أن كاميلا "ضحت به" لتحسين صورتها العامة وتسريب "تفاصيل دقيقة" عن محادثة أجرتها مع ويليام للصحافة. كما يزعم أن ويليام "شعر بالذنب الشديد" لأنه لم يتحدث عن علاقة والدهما بكاميلا، وأنه "لطالما كانت لديه شكوك حول المرأة الأخرى". ويضيف أن ويليام قد تُرك "مرتبكًا" و "معذبًا" نتيجة لهذه القضية. كما يدعي هاري أن كاميلا "لعبت دورًا" في وفاة والدته لأنها كانت "محورية" في تفكك زواج والديه. وشبّه أول لقاء بها بـ "الحصول على حقنة"، وأضاف أنها كانت "تشعر بالملل" ، ويعزو ذلك جزئيًا إلى أنه لم يكن وريث تشارلز ولا يمكن أن يشكل تهديدًا لزواجها من والده. ويعترف هاري أن والده وجد السعادة بعد زواجه من كاميلا  ويدعي هاري أيضًا أن كاميلا حولت غرفة نومه في كلارنس هاوس إلى غرفة ملابسها بمجرد مغادرته.

### زفاف ويليام
في الكتاب ، يصف هاري دوره كأفضل رجل، في زواج شقيقه ويليام عام 2011، بأنه "كذبة مكشوفة"، ورأى هاري أن إلقاء جيمس ميد وتوماس فان ستراوبينزي خطاب حفل الزفاف ، أنه "القرار الصحيح" لأنه كان سيقول "شيء غير مناسب إلى حد بعيد". كما يدعي أن ويليام شرب مشروبالروم قبل ساعات من زفافه.
وفي المذكرات ، صرح هاري أنه بعد شهور من الانفصال عن تشيلسي ديفي ، تعرّف على كارولين فلاك ، والتي يتهم الصحافة بتلويث علاقته بها "بشكل لا يمكن إصلاحه". كما نفى علاقته بكاميرون دياز على الرغم من شائعات التابلويد. وينتقد هاري البريطانيين بالقول "إنهم من بين أكثر الناس حرفيًا على هذا الكوكب سذاجة عندما يتعلق الأمر بتصديق شائعات التابلويد".

### مع ميغان
يذكر هاري أنه بلل سرواله لأنه كان في قارب لا يحتوي على مرحاض ضمن سباقات بحرية، وهو ذات اليوم التقى ميغان في موعدهما الأول، ويذكر أن شقيقه منعه بعد ذلك من اقتراح ميغان ماركل لأنه يعتقد أن العلاقة كانت تتحرك "بسرعة كبيرة" ، على الرغم من أن هاري يعتقد أن والدتهما ساعدته في العثور على ميغان. ويذكر هاري ندمه عندما بحث عن مشاهد ميغان الجنسية في مسلسل "سوت".
ويشير هاري إلى معارضة شقيقه ويليام لفكرة إقامة زفافه بميغان في كنيسة وستمنستر ، حيث تزوج هو وكاثرين ، أو كاتدرائية سانت بول ، حيث تزوج والداهما. وكتب هاري أن ميغان تأثرت بفكرة ارتداء أحد التيجان الخاصة بوالدتها في يوم زفافهما ، ولكن بدلاً من ذلك طلبت الملكة إليزابيث الثانية منهم اختيار واحدة من مجموعتها الخاصة. ويزعم أن أنجيلا كيلي ، مصممة الأزياء الخاصة بالملكة ، لن تمنحهم التاج في وقت لاحق لأنها لا تستطيع مغادرة القصر دون "أمر ومرافقة من الشرطة".

### توترات ميغان وكاثرين
يشير هاري إلى أن هناك توترًا بين ميغان وكاثرين منذ الأيام الأولى بسبب سوء تفاهم من طرف كاثرين ، حيث اعتقدت أن ميغان أرادت "اتصالاتها في قطاع الموضة" بينما كانت في الواقع لديها اتصالاتها الخاصة بها. ويشير أيضاً إلى خلاف آخر بين ميغان وكاثرين حول فساتين "فتيات الأزهار" حيث شعرت كاثرين أن فستان ابنتها شارلوت بحاجة إلى إعادة تصميمه بالكامل قبل أربعة أيام من زفاف هاري وميغان . ويدعي هاري أن كاثرين أخبرت ميغان عبر رسالة نصية أن شارلوت بكت عندما حاولت ارتداء الفستان لأنه كان كبيرًا جدًا وطويلًا وفضفاضًا، وافقت كاثرين على اصطحاب شارلوت إلى خياط ميغان وزعم هاري أنه وجد ميغان تبكي على الأرض بمجرد عودته إلى المنزل. وزارتهم كاثرين في اليوم التالي بالورود وبطاقة للتعويض. ويتذكر هاري نقاشاً محتدماً بين ميغان وكاثرين وشقيقه ويليام، عندما أبدت الأخيرة تذمرها من وصف ميغان لها بأنها "تعاني من دماغ طفل بسبب هرموناتها"  في فترة التريتيب للزفاف لكونها نسيت تفصيل عن توقيت البروفة، ما دفع كاثرين للقول لاحقاً في جلسة شاي تصالحية في قصر كنسينغتون في يونيو عام 2018، إن "ميغان مدينة باعتذار لي، لأننا لسنا قريبين بما يكفي لتتحدث عن هرموناتي". وقال هاري إن ميغان اعتذرت ، لكن ويليام أشار بإصبعه عليها قائلاً إن تعليقاتها كانت "وقحة" ، مما دفع ميغان إلى إخباره بأن ينزل إصبعه من أمام وجهها.

### عراك مع وليام
يُفصِّل الكتاب أيضًا مواجهة بين هاري وشقيقه ويليام في كوخ نوتنغهام في عام 2019 ، حيث بدأت الأزمة بحديث ويليام عن "الكارثة المتدحرجة" في إشارة إلى علاقة هاري بميغان، وعلاقته بشقيقه، ويدعي هاري أن ويليام كان "غاضباً" واشتكى من ميغان، التي وصفها بأنها "صعبة" و "فظة" و "وقحة". ويصف هاري انتقادات شقيقه لزوجته بأنه يردد الروايات الصحفية عن زوجته كـ"البغبغاء". لجأ الاثنان إلى تبادل الإهانات ، وزعم هاري أيضاً أن ويليام "أمسك بي من ياقتي، ومزق قلادتي ، وطرحني على الأرض. سقطت على وعاء الكلب ، الذي تصدع تحت ظهري". ويدعي هاري أنه رفض الرد على اعتداء وليام المزعوم عليه. ولكن وليام بدا "حزينًا" قبل مغادرته واعتذر.
في الكتاب، يذكر هاري أن والده تساءل عن مستقبل مسيرة ميغان الفنية،  ويشير إلى دعم والده لهما حتى مغادرتهما المملكة المتحدة ،  لكن هاري أشار إلى خشية والده من شعبية ميغان. "والتي يمكن أن تلقي بظلالها عليه". ويدعي هاري أيضًا أن تشارلز وكاميلا لم يعجبهما "حصول ويليام وكاثرين على الكثير من الأضواء والدعاية" أيضًا. وأكد عدم توقعه أن يفقد حمايته الممولة من الدولة بعد أن تخلى عن دوره الملكي، مشيراً إلى السماح إلى عمه أندرو الذي " اتُهم بالاعتداء الجنسي على امرأة شابة" بالاحتفاظ به. ويروي هاري أيضًا لقاءًا متوترًا آخر مع تشارلز وويليام بعد جنازة جده الأمير فيليب في أبريل 2021 ، حيث قال تشارلز "أرجوكم يا أولاد، لا تجعلوا سنواتي الأخيرة بائسة". يصف هاري ويليام بأنه "أخي العزيز ، عدوي اللدود". ويذكر هاري أنه خلال نزهة مع والده وشقيقه ، تساءل ويليام عن سبب عدم حضوره إليهما عند وجود مشكلات داخل المؤسسة، يذكر هاري أنه شعر بالاشمئزاز من رد فعل أخيه ، لكن ويليام اندفع ، وأخبره أنه أحبه و "أقسم لك الآن في حياة أمي أنني أريدك فقط أن تكون سعيدًا."  لكن هاري قال في الكتاب إنه لا يصدق ما قاله شقيقه.

## نشر المذكرات
بـ 28 جنيهاً إسترلينياً، عرضت المذكرات رسميًا للبيع في 10 يناير 2023 ،  بعد أن تُرجمت إلى خمسة عشر لغة (الألمانية ، الهولندية ، الدنماركية ، السويدية ، الفرنسية ، الإيطالية ، الإسبانية ، البرتغالية الأوروبية ، البرتغالية البرازيلية ، الرومانية ، البولندية ، اليونانية ، المجرية ، الفنلندية ، والصينية). وقبل خمسة أيام من تاريخ الإصدار الرسمي ، تم بيع النسخة الإسبانية عن طريق الخطأ في بعض المكتبات في إسبانيا ولكن تم سحبها على عجل من البيع. وفقًا لشبكة سكاي نيوز ، فإن العنوان الإنجليزي "يظهر" للإشارة إلى مصطلح " الوريث والاحتياطي " - مما يشير إلى شعور هاري بشأن منصبه في العائلة المالكة .
أجرى هاري ثلاث مقابلات إذاعية للترويج للكتاب، في كاليفورنيا. وبثت مقابلته مع أندرسون كوبر في 60 دقيقة في 8 يناير ، كما أجرى مقابلة مع توم برادبي بعنوان "لقاء مع هاري" على قناة "آي تي في 1"  وبثت مقابلته مع مايكل ستراهان في برنامج صباح الخير يا أمريكا في 9 يناير على قناة "أي بي سي" الأمريكية ، طلب المذيعون الثلاثة من القصر التعليق على المزاعم التي تم تقديمها في المقابلات دون تزويدهم بالفيديوهات  ثم ظهر هاري في برنامج "ذا ليت شو" مع ستيفن كولبير في 10 يناير، كما أجرى مقابلة حصرية مع محلة "بيوبل" 